# El signo de los cuatro

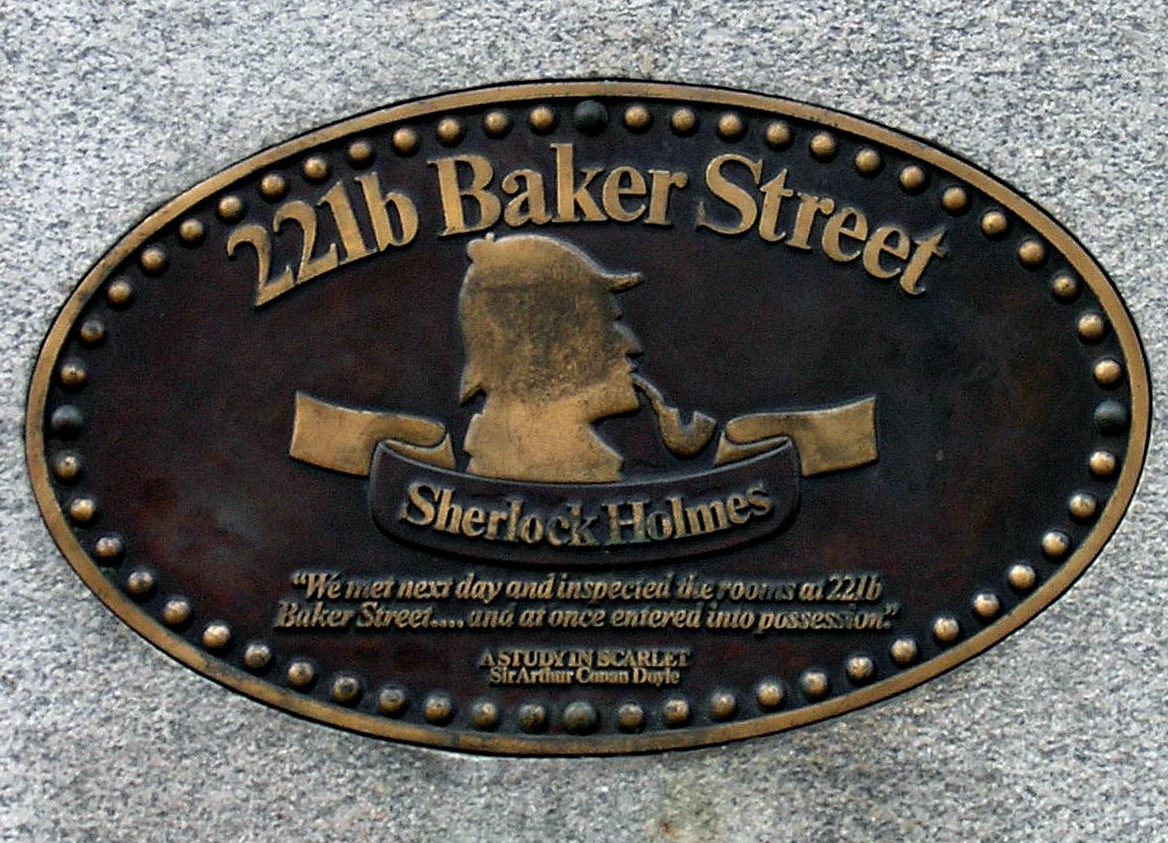
Placa que marca el 221b de Baker Street, la residencia de Sherlock Holmes. (Trafalgar Sq., Holmes Museum, Hyde Park)

El signo de los cuatro (título original en inglés: The Sign of the Four) es la segunda novela protagonizada por Sherlock Holmes, escrita por Arthur Conan Doyle. Su título también se ha traducido como La señal de los cuatro. Se trata —junto a Estudio en escarlata, El sabueso de los Baskerville y El valle del terror— de una de las cuatro únicas novelas que Arthur Conan Doyle escribió con Holmes como protagonista, ya que el resto de sus obras acerca de este personaje son relatos cortos.

## Argumento
En Inglaterra, a fines del siglo XIX,  Tras la misteriosa desaparición de su padre, Mary empieza a recibir valiosas perlas de un remitente desconocido. Después de un prolongado silencio, el generoso personaje da señales de vida y quiere que Mary se reúna con él. La joven pide ayuda a Sherlock Holmes para que la acompañe. El desconocido resulta ser Thaddeus Sholto, hijo de un buen amigo del padre de Mary. Thaddeus y su hermano han estado buscando, durante seis años, un gran tesoro que su padre escondió antes de morir. Por fin, tras un gran esfuerzo, han encontrado el tesoro, que, siguiendo las voluntades de su padre, deben compartir con Mary. Cuando llegan a la residencia de los Sholto, el hermano de Thaddeus ha sido asesinado y el tesoro robado. Tras esta trama comienza la gran búsqueda por los ladrones del mismo tesoro.

## Tiempo y espacio
La novela empieza en Londres a finales del siglo XIX. Gran parte de la acción toma parte en Upper Norwood, específicamente en Pondicherry Lodge, hogar de Bartholomew Sholto. Así mismo la historia que envuelve al misterioso "Signo de los cuatro", toma lugar en la India en épocas de guerras anglo-indias.

## Personajes principales
- Sherlock Holmes: Un detective con un enorme talento, actitud dominante y mucha experiencia. Tiene piel pálida y es delgado, casi esquelético. Lleva consigo una lupa doble y un revólver pequeño. Tiene grandes dotes para el disfraz y tiene energía e ingenio al momento de trabajar en un caso. Él piensa que involucrarse sentimentalmente con el caso entorpece la investigación. Atormentado con la monotonía de la vida y de su trabajo se sumerge constantemente en el uso de cocaína y heroína.
- Dr. Watson: Es el compañero de Sherlock Holmes. Es un médico joven, sagaz, inteligente, buen mozo y honesto. Usa sombreros y un bastón en ciertas ocasiones. A diferencia de Holmes, piensa que la razón no se ve afectada por los sentimientos.
- Jonathan Small: Aunque no aparece hasta el final del libro, su inquietante presencia no se deja de sentir después de que Mary nombra "El signo de los cuatro".
- Thaddeus/Bartholomew Sholto: Son hermanos gemelos. Son pequeños, con la cabeza muy alta y una orla de pelo rojizo alrededor de su cráneo calvo y reluciente. Tienen un labio colgante y una hilera de dientes amarillentos e irregulares. Su edad era de, aproximadamente, 30 años.